# أنتوني باري (سياسي)
أنتوني باري (بالإنجليزية: Anthony Barry)‏ هو سياسي أيرلندي، ولد في 7 يونيو 1901 في جمهورية أيرلندا، وتوفي في 24 أكتوبر 1983. حزبياً، نشط في فاين جايل. وقد انتخب عضو مجلس الشيوخ من أيرلندا عن دائرة اللائحة الثقافية والإعلامية ‏ وقد انضم خلال فترته النيابية ‏ (22 مايو 1957 – 1 سبتمبر 1961) للكتلة البرلمانية فاين جايل وفي 1954 Irish general election ‏، انتخب نائب دييل عن دائرة Cork Borough (Dáil constituency) ‏ وقد انضم خلال فترته النيابية ‏ (2 يونيو 1954 – 13 ديسمبر 1956) للكتلة البرلمانية فاين جايل وفي الانتخابات العمومية الإيرلندية 1961 ‏، انتخب نائب دييل عن دائرة Cork Borough (Dáil constituency) ‏ وقد انضم خلال فترته النيابية ‏ (11 أكتوبر 1961 – 11 مارس 1965) للكتلة البرلمانية فاين جايل.